# Carevo Polje (Bośnia i Hercegowina)
Carevo Polje – wieś w Bośni i Hercegowinie, w Federacji Bośni i Hercegowiny, w kantonie środkowobośniackim, w gminie Jajce. W 2013 roku liczyła 1189 mieszkańców, z czego większość stanowili Chorwaci.